# Przełęcz pod Uboczem
Przełęcz pod Uboczem  – przełęcz górska, położona na wysokości 735 m n.p.m. w południowo-zachodniej Polsce, w Górach Bystrzyckich, w Sudetach Środkowych.

## Położenie
Przełęcz leży w północno-zachodniej części Gór Bystrzyckich, na Obszarze Chronionego Krajobrazu Gór Bystrzyckich i Orlickich, około 2,5 km na południowy wschód od Lasówki.
Przełęcz stanowi wyraźne rozległe zalesione obniżenie, płytko wcinające się w zachodni grzbiet Gór Bystrzyckich o symetrycznych i łagodnie nachylonych skrzydłach oraz podejściach. Oś przełęczy przebiega w kierunku NE. Przełęcz oddziela wzniesienie Kłobuk od wzniesienia Ubocze, położonego po południowo-wschodniej stronie przełęczy. Po wschodniej stronie przełęczy położona jest wyludniona wioska Piaskowice.

## Historia
W przeszłości przełęcz miała ważne znaczenie gospodarcze umożliwiła dogodną przeprawę przez Góry Bystrzyckie, łącząc miejscowości związane z chałupniczą produkcją tkanin, szkła i drewna, które rozmieszczone były po obu stronach masywu górskiego.

## Ciekawostki
- Przez przełęcz przebiega kontynentalny dział wodny[1]. Wschodnie stronę przełęczy odwadnia Bystrzyca (zlewisko Bałtyku), a zachodnią Dzika Orlica (dopływ Łaby, zlewisko Morza Północnego).
- W przeszłości przez przełęcz kursował dyliżans pocztowy z Bystrzycy Kłodzkiej przez Mostowice Młoty do Piaskowic.(zachował się rozkład jazdy z 1914 roku)[3]

## Szlaki komunikacyjne
Przez przełęcz prowadzi droga lokalna z Mostowic przez Młoty do Bystrzycy Kłodzkiej. W przeszłości droga miała ważne znaczenie gospodarcze.

## Szlaki turystyczne
Przez przełęcz prowadzą dwa szlaki turystyczne:
- niebieski – fragment szlaku prowadzący z Dusznik Zdr. przez przełęcz do Spalonej i dalej.
- czerwony– fragment Głównego Szlaku Sudeckiego prowadzący z Dusznik Zdr. przez Zieleniec, Lasówkę, przełęcz do Spalonej i dalej.